# 斯皮勒-海尔凯恩
斯皮勒-海尔凯恩（荷蘭語：Spiere-Helkijn，荷蘭語發音：[ˌspiːrə ˈɦɛlkɛi̯n] ⓘ，法語發音：[ɛspjɛʁ ɛlʃɛ̃]）是比利时弗拉芒大区西佛兰德省科特赖克区的一个语言便利市镇，南隔斯海尔德河与瓦隆大区埃諾省相望，面积10.82平方千米，人口2,087人（2018年1月1日）。斯皮勒-海尔凯恩是弗拉芒社群的一部分，官方语言为荷蘭語，但当地多数居民使用法语，作为一个语言便利市镇，斯皮勒-海尔凯恩市政部门为法语使用者提供语言便利。